# Australian Open 2018 - Quad doppio
Andrew Lapthorne e David Wagner erano i detentori del titolo, ma sono stati sconfitti in finale da Dylan Alcott e Heath Davidson con il punteggio di 6–0, 6(5)–7, [10–6].

## Teste di serie
1. Andrew Lapthorne /  David Wagner (finale)

1. Dylan Alcott /  Heath Davidson (campioni)

## Tabellone

### Legenda
| - Q = Qualificato - WC = Wild card - LL = Lucky loser | - ALT = Alternate - SE = Special Exempt - PR = Protected Ranking | - w/o = Walkover - r = Ritirato - d = Squalificato |

### Finale
|  | Finale |                               |   |      |      |  |
|  |        |                               |   |      |      |  |
|  | 1      | Andrew Lapthorne David Wagner | 0 | 7    | [6]  |  |
|  | 2      | Dylan Alcott Heath Davidson   | 6 | 6(5) | [10] |  |